# Child Ballads (album)
Child Ballads è un album discografico in studio realizzato dalla cantautrice Anaïs Mitchell e dal musicista Jefferson Hamer e pubblicato nel febbraio 2013.
Il disco si rifà alle Child Ballads raccolte da Francis James Child.

## Tracce
1. Willie of Winsbury – 5:52
2. Willie's Lady – 6:19
3. Sir Patrick Spens – 6:43
4. Riddles Wisely Expounded – 4:42
5. Clyde Water – 5:51
6. Geordie – 3:33
7. Tam Lin – 6:46